# 731

## Události
- 18. březen – na papežský stolec usedl Řehoř III.

## Narození
- ? – Abd ar-Rahmán I., arabský emír z dynastie Umajjovců, († 30. září 788)

## Úmrtí
- 11. únor – papež Řehoř II. (* 669)

## Hlavy států
- Papež – Řehoř II. – Řehoř III. (731–741)
- Byzantská říše – Leon III. Syrský
- Franská říše – Theuderich IV. (720–737) + Karel Martel (majordomus) (718–741)
- Anglie
  - Wessex – Æthelheard
  - Essex – Saelred + Swaefbert
  - Mercie – Æthelbald
- První bulharská říše – Kormesij